# Euphasiopteryx depleta
Euphasiopteryx depleta – gatunek muchówki z podrzędu krótkoczułkich i rodziny rączycowatych.

## Taksonomia
Gatunek opisany został w 1830 roku przez Christiana Rudolpha Wilhelma Wiedemanna.

## Biologia
Muchówka ta wykazuje fonotaksję w stosunku do śpiewu prostoskrzydłych z rodzaju Scapteriscus, w tym S. acletus. Samice składają na ich ciele larwy, które następnie żywią się prostoskrzydłym. Rozważa się introdukcję tego gatunku do Stanów Zjednoczonych w celu kontroli tamtejszej populacji Scapteriscus, uznawanych za szkodniki. W warunkach laboratoryjnych udało się hodować E. depleta na prostoskrzydłych z rodzaju Anurogryllus.

## Rozprzestrzenienie
Gatunek neotropikalny, wykazany z Hondurasu, Peru, Paragwaju oraz brazylijskich stanów Rio de Janeiro, São Paulo, Guanabara i Pará.